# Lotte Meldgaard Pedersen
Lotte Meldgaard Pedersen (Esbjerg, 13 de octubre de 1972) es una deportista danesa que compitió en vela en la modalidad de match race. Ganó cuatro medallas en el Campeonato Mundial de Match Race Femenino entre los años 2001 y 2015.

## Palmarés internacional
| Campeonato Mundial | Campeonato Mundial     | Campeonato Mundial | Campeonato Mundial |
| Año                | Lugar                  | Medalla            | Clase              |
| ------------------ | ---------------------- | ------------------ | ------------------ |
| 2001               | Lago de Ledro (Italia) | Medalla de bronce  | Match race         |
| 2003               | Sundsvall (Suecia)     | Medalla de plata   | Match race         |
| 2007               | Saint-Quay (Francia)   | Medalla de bronce  | Match race         |
| 2015               | Middelfart (Dinamarca) | Medalla de oro     | Match race         |